# Живојин Ковачевић
Живојин Ковачевић (Београд, 1. фебруар 1929 — Београд, 22. април 2009) био је српски сликар и професор на Факултету примењених уметности у Београду. 

## Биографија
Живојин Ковачевић је дипломирао 1953. на Академији за примењене уметности у Београду. Бавио се копирањем српског средњевековног сликарства. Од 1958. до 1980. извео је неколико зидних декорација на јавним објектима. Бавио се и таписеријом, опремањем књига и илустрацијом за децу. Био је стални сарадник часописа Змај, Пионир и Полетарац.

## Уметничко дело
Ковачевићева илустрација је једноставна и чиста, блиска дечјој психологији у финој комбинацији са народном, биљном и животињском орнаментиком.